# Rio Jurubatuba
O Rio Jurubatuba (ou Rio Grande, como é conhecido próximo às suas nascentes) é um importante rio da região metropolitana de São Paulo. Suas águas formam o rio Pinheiros após o encontro com o rio Guarapiranga, na região sul de São Paulo.
Deste modo, os rios Grande, Jurubatuba e Pinheiros formam um único curso d'água, com nascentes situadas na serra do Mar e com a foz no rio Tietê. A construção do barramento que deu origem à represa Billings, na década de 1920, criou uma ruptura em seu curso natural, que descaracterizou a noção de continuidade desses corpos hídricos.
Em sua nascente, em Santo André próximo à divisa com Santos, recebe o nome de Rio Grande. Na sequência, passa por Rio Grande da Serra e por São Bernardo do Campo, formando o braço principal da Represa Billings. Adentra a região sul de São Paulo, e após a Usina Elevatória de Pedreira é nomeado como Rio Jurubatuba, até o encontro com Rio Guarapiranga. Deste ponto em diante é nomeado como Rio Pinheiros, até sua foz no Rio Tietê.
Em alguns momentos, o fluxo do Rio Pinheiros é revertido, para evitar enchentes na capital paulista ou para abastecer a represa Billings.
Alguns de seus afluentes são o Rio Pequeno, o Rio das Pedras e o Ribeirão Pires, que dá nome à cidade homônima, entre outros.

## Relevância histórica
O Rio Grande, assim como o Rio Tamanduateí e o Ribeirão dos Meninos, tem um papel importante na história de São Paulo, por servir como norteador nas viagens entre o litoral e o planalto paulista.